# Братска могила (Пловдив)
Вижте пояснителната страница за други значения на Братска могила.
Братската могила (Пантеон „Братска могила“) е мемориален комплекс в Пловдив, посветен на падналите за Освобождението на България от османско владичество и по време на Балканските, Първата световна и Втората световна войни.
Намира се в източната част на парк „Отдих и култура“ в квартал Смирненски, Пловдив, България. Автори на проекта са арх. Любомир Шинков, арх. Владимир Рангелов и скулпторите проф. Любомир Далчев, Ана Далчева и Петър Атанасов.

## История
Първият конкурс за Братската могила е обявен през 1955 г. и е спечелен от арх. Любомир Шинков и арх. Матей Матеев, с проект разположен на Небет тепе. Проектът не се осъществява. През 1955 г. се обявява нов конкурс. Той се проваля поради липса на кандидати. Обявени са още 2 конкурса.
През 1968 г. Градският народен съвет избира за създаване на проект за мемориала колектив в състав: арх. Любомир Шинков – ръководител, арх. Владимир Рангелов и скулпторите проф. Любомир Далчев и неговите ученици Ана Далчева и Петър Атанасов. По това време Ана Далчева е вече съпруга на Л. Далчев.
До 1971 г. е изготвен технически проект от екипа на арх. Л. Шинков и са започнати строителните работи.
Строителството е извършено от Иван Атанасов и Атанас Атанасов. Заради официалното откриване строежът е останал незавършен. Липсват художествено осветление и музикално озвучение. Изграден е от бетон, варовик и бронз.
На 9 септември 1974 г. Тодор Живков открива паметника по случай 30-годишнината от Деветосептемврийския преврат.
След 1989 г. паметникът е ограбван няколко пъти, като металните елементи от скулптурите се съхраняват в хранилища на комплекса.
През 2010 г. Здравко Димитров, кмет на район „Западен“ в Пловдив (2007 – 2011), поема инициатива за реконструкция на паметника в закрит арт център и концертна зала.. През 2012 г. същият Здравко Димитров, вече в качеството си на областен управител предлага мемориалът да бъде включен в списъка на световното културно наследство на ЮНЕСКО. Тези идеи не са осъществени. Мемориалът не е обявен за паметник на културното наследство и остава застрашен извън регистрите на защитените културни ценности.

## Архитектура
Монументът символизира тракийска могила, а погледнат отгоре наподобява стилизиран каменен венец. Дългата 90 м скулптурна композиция е посветена на борбата за Освобождението от османска власт, Съединението на България, Септемврийското въстание и партизанското движение в България. В средата на паметника е горял „вечен огън“.

## Композиция
Тленните останки на общо 126 участници в комунистическото партизанско движение в България по време на Втората световна война се намират в траурна конструкция, която представлява стена от квадратни бронзови урни, всяка с петолъчки в четирите ъгъла. Капсулите са разположени в общо 3 големи куба, подредени в 7 редици по 6. Тленните останки на Лиляна Димитрова и Йорданка Чанкова се съхраняват в криптата на Братската могила.

## Галерия
- Панорама от входа на „Братската могила“